# Ruikkusaari (ö i Kuusiokunnat)
Ruikkusaari är en ö i Finland. Den ligger i sjön Jääskänjärvi och i kommunen Alavo i den ekonomiska regionen  Kuusiokunnat  och landskapet Södra Österbotten, i den sydvästra delen av landet, 290 km norr om huvudstaden Helsingfors. Öns area är omkring 140 kvadratmeter och dess största längd är 30 meter i nord-sydlig riktning.